# سه شمشیرزن
انجمن برادری شمشیرزنان (چینی: 绣春刀؛ پین‌یین: Xiùchūndāo) که در ایران با نام سه شمشیرزن شناخته می‌شود، یک فیلم سینمایی چینی در سبک ووشیا محصول سال ۲۰۱۴ و به کارگردانی لو یانگ است.
دنبالهٔ این فیلم، سه شمشیرزن ۲ در تاریخ ۱۱ اوت ۲۰۱۷ منتشر شد.

## داستان
داستان فیلم در دوران اواخر سلسه‌ی مینگ می‌گذرد. سه شخصیت اصلی داستان از نگهبانان حرفه‌ای کاخ هستند. اما یکی از آنها راه اشتباه را انتخاب می‌کند و…

## تولید
این فیلم با بودجه ۵ میلیون دلاری در ۶۷ روز فیلمبرداری شد. 

## بازیگران
- چانگ چن در نقش شن لیان
- سسیلیا لیو در نقش ژو میاو تونگ
- وانگ چیان‌یوان در نقش لو جیان شینگ
- ایسن لی در نقش جین یی چوان
- نیه یوان در نقش ژاو جینگ‌ژونگ
- چین شیه‌چیه در نقش وی ژونگ‌شیان
- یه چینگ در نقش ژانگ یان
- ژو یی‌وی در نقش ژو یی وی
- ژو دان در نقش وی تینگ
- ژاو لیشین در نقش هان کوانگ
- یه شیانگ مینگ در نقش امپراتور چونگ‌ژن

## جوایز و نامزدی‌ها
| سال  | جایزه                                | دسته‌بندی                   | گیرنده               | نتیجه    |
| ---- | ------------------------------------ | -------------------------- | -------------------- | -------- |
| ۲۰۱۴ | پنجاه و یکمین جشنواره فیلم اسب طلایی | بهترین بازیگر نقش اول مرد  | چانگ چن              | نامزدشده |
| ۲۰۱۴ | پنجاه و یکمین جشنواره فیلم اسب طلایی | بهترین بازیگر نقش مکمل مرد | چین شیه‌چیه           | نامزدشده |
| ۲۰۱۴ | پنجاه و یکمین جشنواره فیلم اسب طلایی | بهترین ویرایش              | ژو لی یون، تو یی ران | نامزدشده |
| ۲۰۱۴ | پنجاه و یکمین جشنواره فیلم اسب طلایی | بهترین طراحی لباس          | لیانگ تینگ تینگ      | برنده    |
| ۲۰۱۴ | پنجاه و یکمین جشنواره فیلم اسب طلایی | بهترین طراحی اکشن          | شانگ لین             | نامزدشده |